# Конформна пројекција
Конформна (равноугаона, угловерна) пројекција је врста картографске пројекције код које су сачуване вредности углова пренесених са Земљиног сфероида. Дакле, углови на карти једнаки су одговарајућим у природи. Бесконачно мали кругови са сфероида у овим пројекцијама приказани су као кругови различитих полупречника, што указује на то да су деформације површина и линија знатне.
Одлика конформних пројекција је да мањи део карте може да се посматра и као план, будући да се верно могу измерити краћа растојања. Меридијани и паралеле се код ових пројекција секу под правим углом, као и у природи.
Постоји неколико различитих конформних пројекција, као што су — Адамсова, Гијова, Ламбертова и друге.